# Бедриківці (Чортківський район)

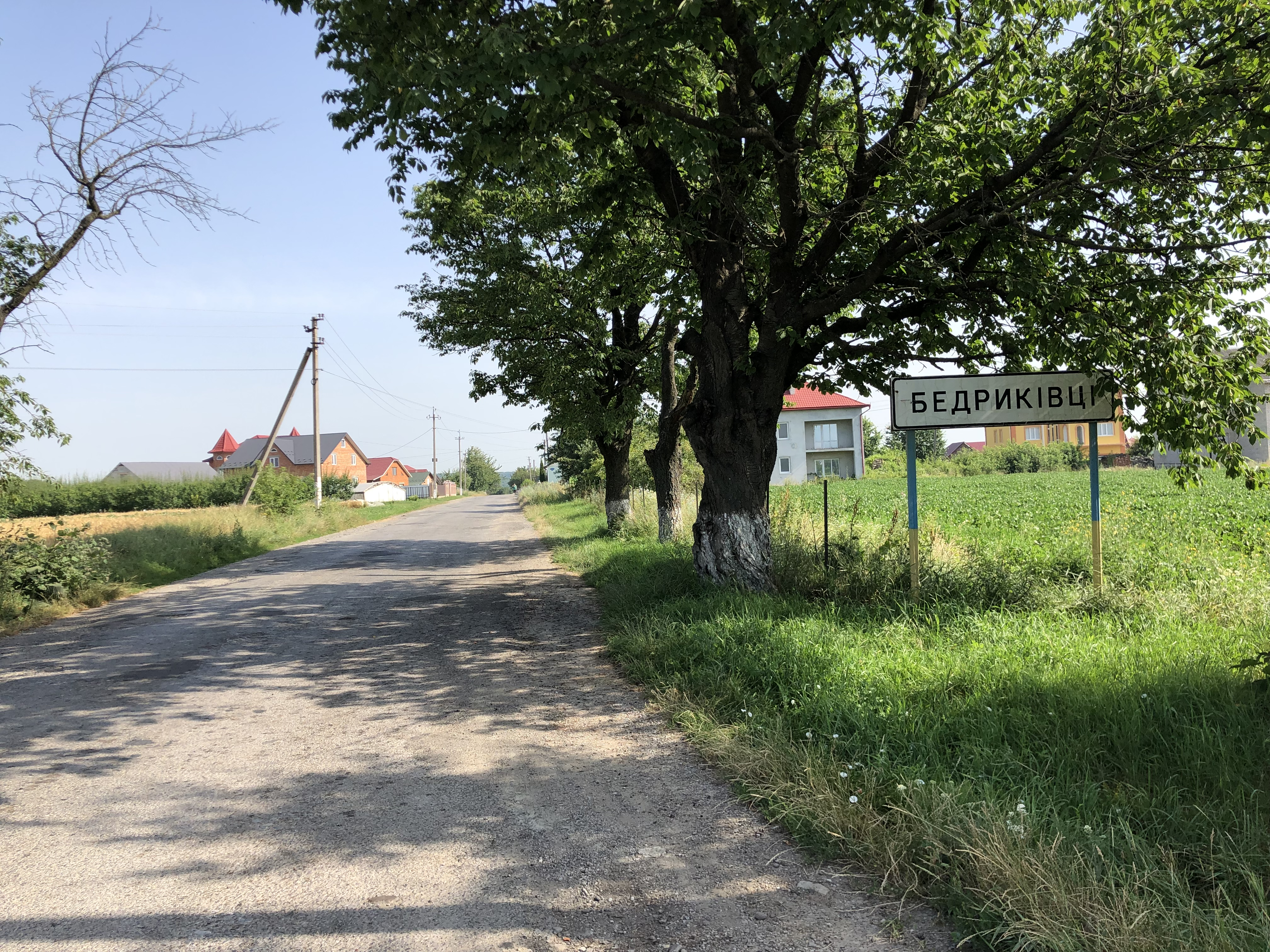

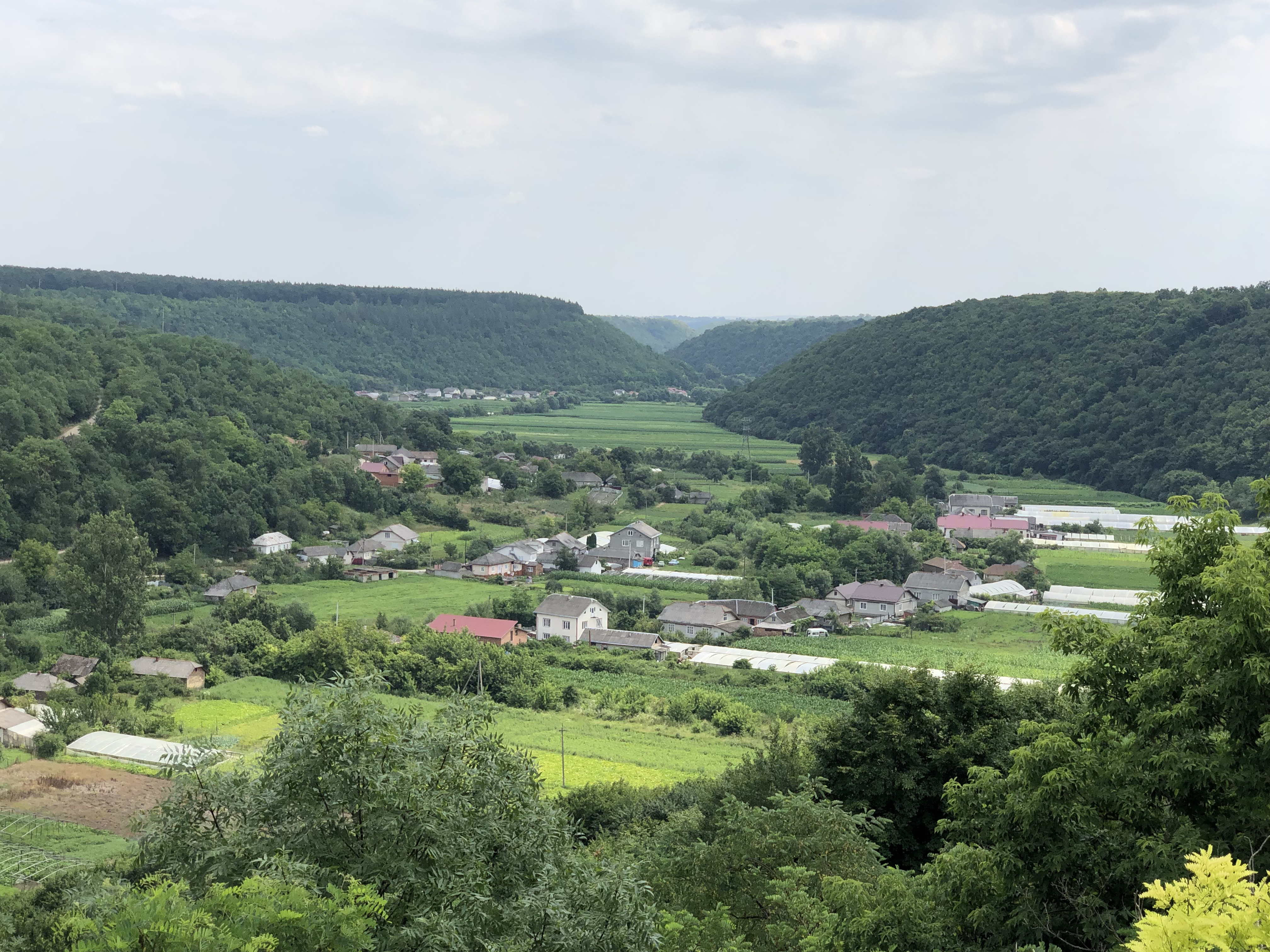

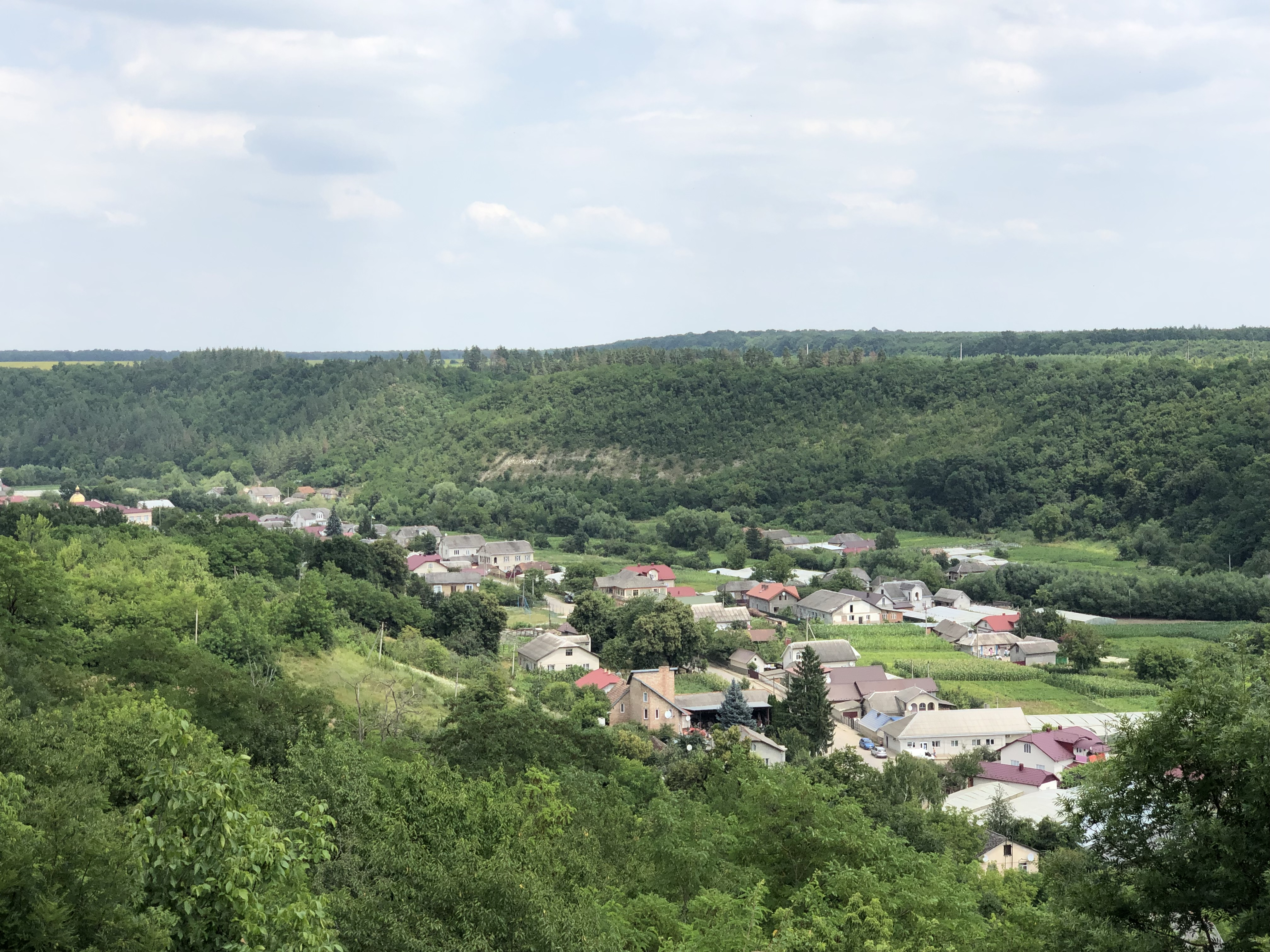

Бе́дриківці — село в Україні, у Заліщицькій міській громаді Чортківського району Тернопільської області. До 2020 - адміністративний центр сільської ради.
До села приєднано хутори Жиравка, Левонівка та Мулінівка.
Розташоване в долині річки Тупа — притоки Серету. Населення — 1757 осіб (2003).
Загальна площа —17,54 км². Кількість дворів — 538.

## Історія
На території Бедриківців в 1880-х роках виявлено трипільське поселення, розвідками знайдено розписну кераміку, вироби з кременю. Давньоруський могильник розміщений у полі. На могильнику знаходяться ґрунтові, рядові та підплитові поховання. Відкрив могильник у 1899 році Й. Шомбаті; досліджував Влодзімєж Деметрикевич. Також виявлено археологічні пам'ятки голіградської культури.
Перша писемна згадка — 1438 під назвою Бедрихівці. 1453 згадані в історичних документах як місто.
1469 — власність Міхала з Бучача.
Після татарських нападів Бедриківці занепали, 1649 про них згадано як село у зв'язку з участю селян у повстанні.
У 1899—1939 роках діяло товариство «Просвіта».
12 червня 2020 року, відповідно до розпорядження Кабінету Міністрів України № 724-р «Про визначення адміністративних центрів та затвердження територій територіальних громад Тернопільської області» увійшло до складу Заліщицької міської громади.
19 липня 2020 року, в результаті адміністративно-територіальної реформи та ліквідації Заліщицького району, увійшло до складу новоутвореного Чортківського району.

## Населення

### Мова
Розподіл населення за рідною мовою за даними перепису 2001 року:
| Мова       | Кількість | Відсоток |
| ---------- | --------- | -------- |
| українська | 1664      | 99.82%   |
| російська  | 3         | 0.18%    |
| Усього     | 1667      | 100%     |

## Релігія
- церква святого архистратига Михаїла (1833, мурована, ПЦУ);
- церква святого архістратига Михаїла (УГКЦ);
- каплиця (1990; відновлена);
- «фігура» Божої Матері (1993).

## Пам'ятки

### Пам'ятки природи
- Ботанічна пам'ятка природи місцевого значення «Стінка-Криве».
- Дорошівський дендропарк

### Каплиця-усипальниця Пузинів-Бруніцьких
Римсько-католицька каплиця, пам'ятка архітектури місцевого значення. Розташована на місцевому цвинтарі.
Збудована з тесаного каменю у 1904 році коштом Пузинів і Бруніцьких. Згодом перебувала у власности княгині Пузини з Гвіздця, потім — Стеллі фон Турнау, баронесі Ватман.
У 1915 році російське військо забрало дзвони (один з них називався «Святого Алоїзія» та був освячений о. Юзефом Адамським).

## Пам'ятники
Насипано:
- могилу загиблим у І світовій війні угорським воїнам (1915)
- символічну могилу УСС (1992)

Встановлено:
- пам'ятний знак полеглим у німецько-радянській війні воїнам-односельцям (1985)
- пам'ятний хрест на відзнаку проголошення незалежності України (1992)
- пам'ятний хрест на місці боїв УПА (1993)
- хрест і капличку на честь скасування панщини (1994; відновлено).

## Соціальна сфера
Діють загальноосвітня школа І-ІІ ступенів, Будинок народної творчості, бібліотека, музей історії села.

## Підприємства
Працюють ПАП «Бедриківське» і «Янтар».

## Відомі люди

### Народилися
- Малащук Роман-Богдан Іванович — діяч ОУН, соратник Степана Бандери, голова «Ліги визволення України».
- лікар, громадсько-політичний діяч Роман Яросевич,[9]
- громадський діяч, господарник С. Кобіс,
- поет-пісняр Ігор Стратій,
- журналіст Ярослав Бачинський[10],
- розкопки провадив Юрій Малєєв.

## Галерея

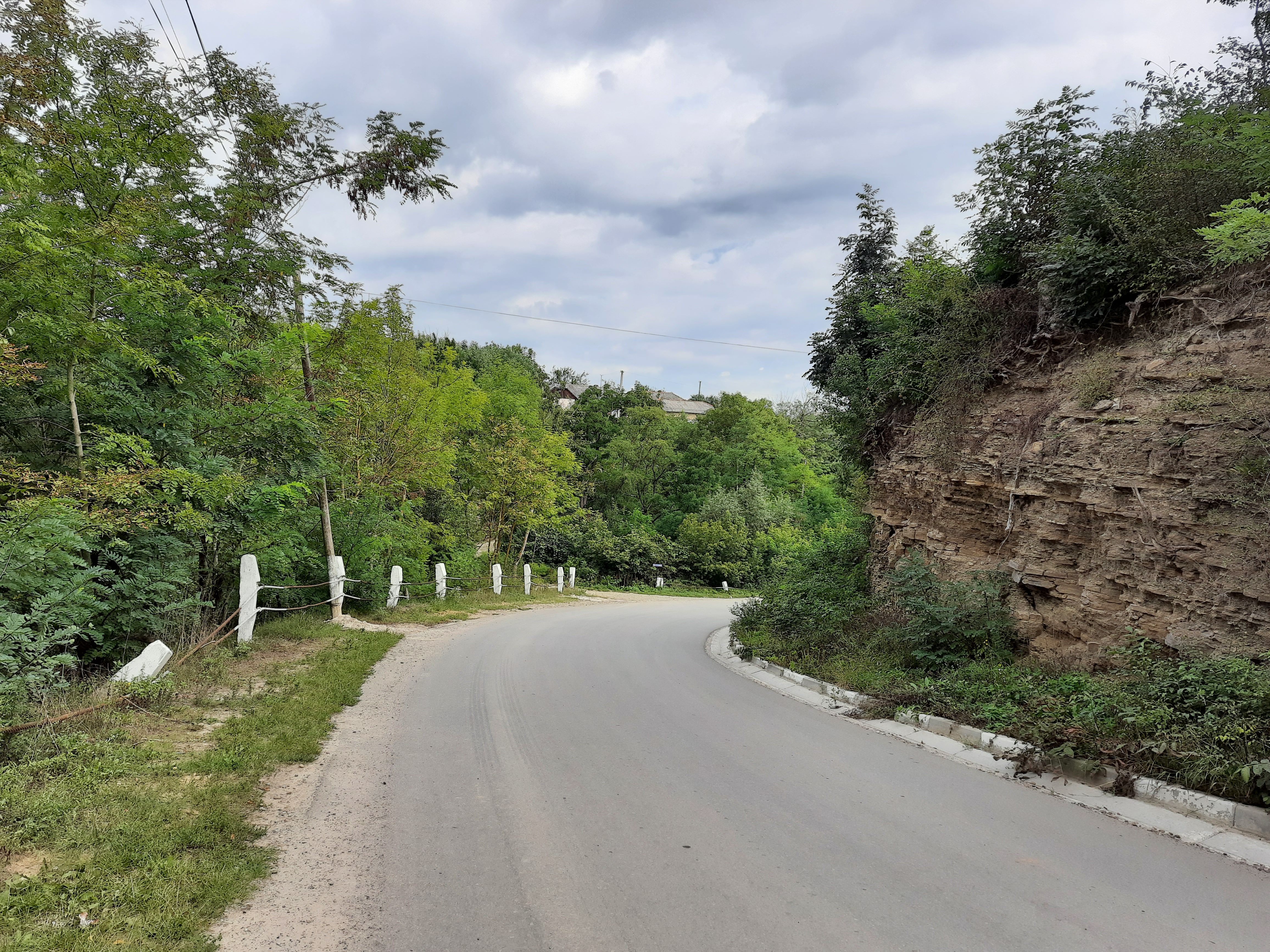
Дорога в село
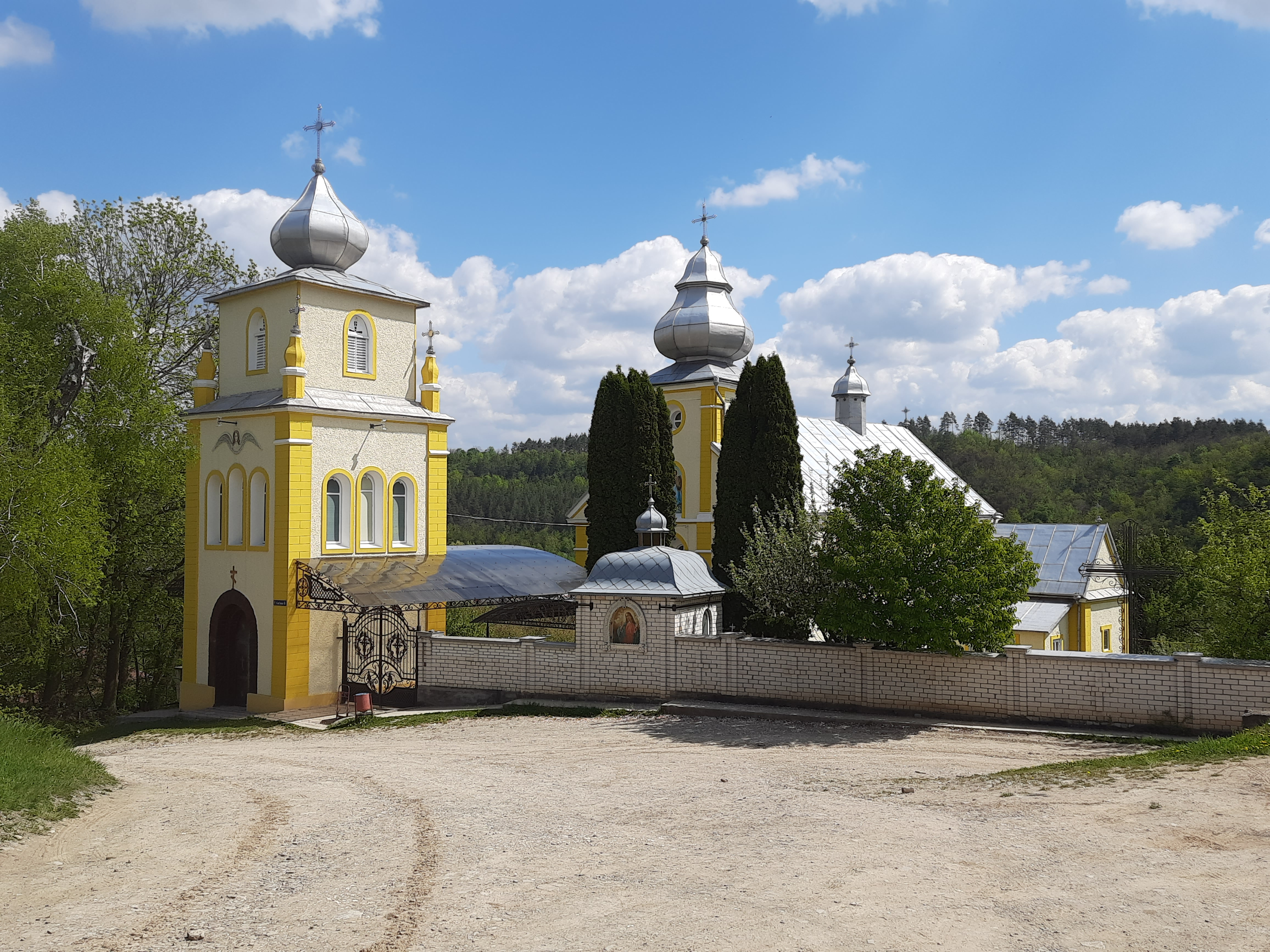
Церква Святого Михаїла (1823)
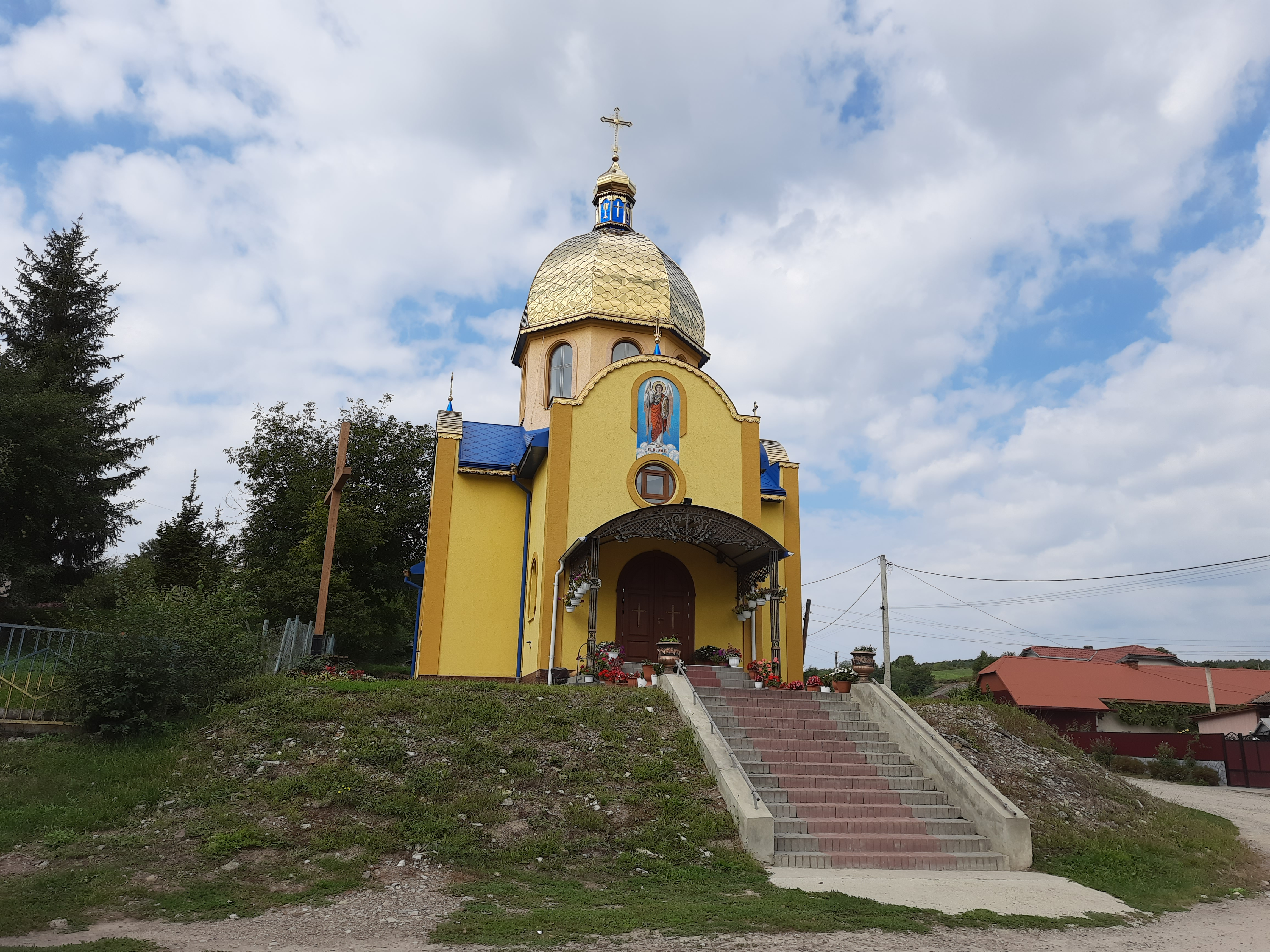
Церква Архистратига Михаїла (нова)
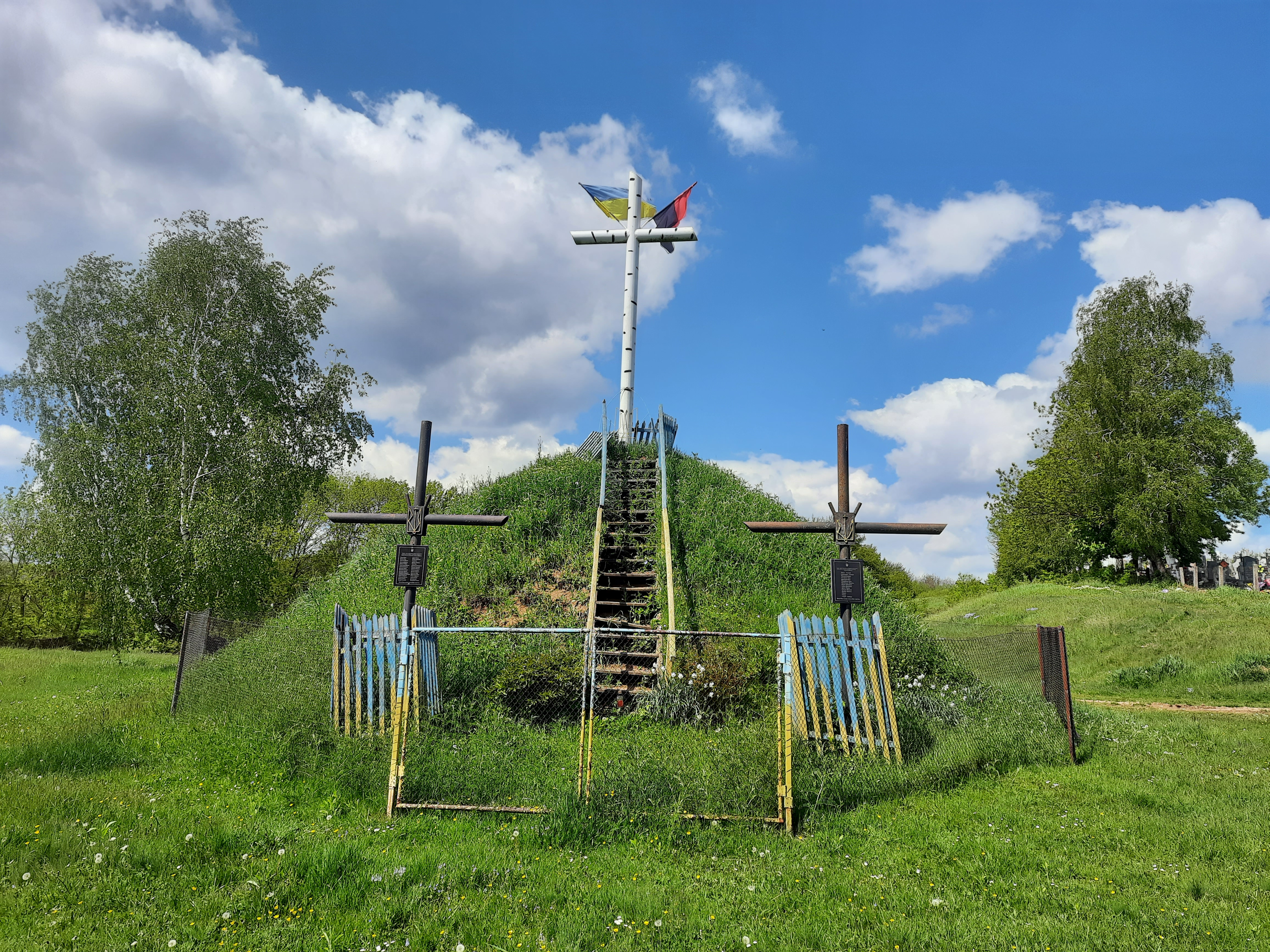
Символічна могила в честь захисників України
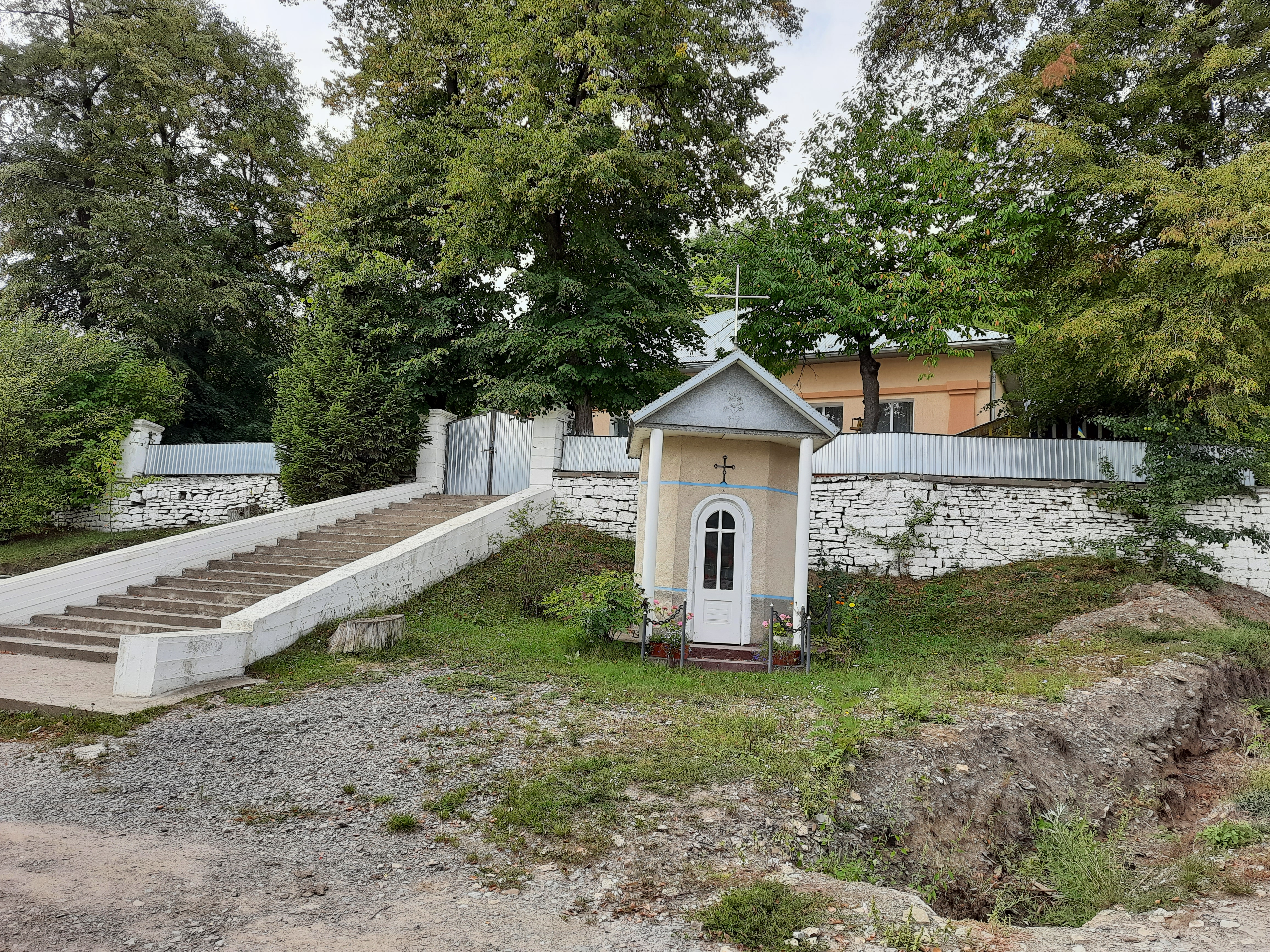
Придорожня капличка